# Exit (videojuego)
Exit es un videojuego de plataformas desarrollado y publicado por Taito Corporation para el sistema PlayStation Portable. Se puso en venta en Japón el 15 de diciembre de 2005, y en Estados Unidos el 14 de febrero de 2006 y Europa el 31 de marzo de 2006, hubo una secuela desarrollada para Xbox Live llamada Exit 2.

## El juego
En cada nivel, el objetivo es que el personaje principal, Mr. ESC, escapista de profesión, encuentre la salida antes de que se acabe el tiempo, limitado en cada fase.
Para ello, Mr. ESC deberá, manipulando objetos del entorno a su favor, abrirse camino por hospitales, metros, y otros edificios, sobreviviendo a grandes incendios o terremotos. 
También Mr. ESC puede encontrarse con individuos que han quedado atrapados en la misma fase que él, y deberá conducirlos (a veces opcional, y otras, obligatoriamente) a la salida. También podrá ordenarles ir a algún sitio concreto, o interactuar con el escenario; por ejemplo un señor atrapado puede, bajo las órdenes de Mr. ESC, pulsar un botón que mantiene abierta una compuerta mientras Mr. ESC pasa a través de ella.
El juego tiene 100 niveles, más otros 100 que se pueden descargar gratuitamente de la página oficial del juego.

## Secuela
En junio, Famitsu reveló que Taito estaba trabajando en una futura secuela para Exit llamada Thinking Exit, (o Exit 2 en Estados Unidos) en el que se concentraba en varios acertijos que acción. En noviembre de 2006 se realizó un demo del juego en Japón.